# Vår man i Havanna
Vår man i Havanna är en roman av Graham Greene utgiven 1958.
Romanen handlar om den före detta dammsugarförsäljaren Wormold som motvilligt blivit hemlig agent åt den brittiska  underrättelsetjänsten MI6 i Havanna. För att göra sig viktig börjar han skicka påhittade och falska rapporter, bland annat skisser till ett massförstörelsevapen som i själva verket föreställer dammsugardelar.
Romanen är en svart komedi och en drift med den brittiska underrättelsetjänstens villighet att tro på historier. Temat med missilinstallationer visade sig förebåda händelserna kring kubakrisen 1962, men romanen skrevs flera år tidigare.
Vår man i Havanna filmatiserades 1959 av Carol Reed.